# آب‌انبار سه‌راه بندرعباس
آب‌انبار سه راه بندرعباس مربوط به دوره صفوی است و در لار، سراه بند عباس، جنب پارک محله‌ای واقع شده و این اثر در تاریخ ۱۹ مرداد ۱۳۸۴ با شمارهٔ ثبت ۱۲۷۳۰ به‌عنوان یکی از آثار ملی ایران به ثبت رسیده است.